# The Red Man's View
The Red Man's View é um filme mudo de 1909 norte-americano em curta-metragem, do gênero western, dirigido por D. W. Griffith e filmado no estado de Nova Iorque. Cópias do filme encontram-se conservadas no Museu de Arte Moderna e na Biblioteca do Congresso dos Estados Unidos.

## Elenco
- Owen Moore
- James Kirkwood
- Kate Bruce
- Charles Craig
- Frank Evans
- Edith Haldeman
- Ruth Hart
- Arthur V. Johnson
- Henry Lehrman
- W. Chrystie Miller
- George Nichols
- Anthony O'Sullivan
- Alfred Paget
- Lottie Pickford
- Billy Quirk
- Mack Sennett
- Charles West
- Dorothy West